# Castelvecchio Subequo
Castelvecchio Subequo – miejscowość i gmina we Włoszech, w regionie Abruzja, w prowincji L’Aquila.
Według danych na rok 2004 gminę zamieszkiwały 1242 osoby, 65,4 os./km².